# سوزانا موشات جونز
سوزانا موشات جونز (انگلیسی: Susannah Mushatt Jones؛ ‏ ۶ ژوئیهٔ ۱۸۹۹ – ۱۲ مهٔ ۲۰۱۶) زن ابرصدساله اهل ایالات متحده آمریکا بود که با ۱۱۶ سال و ۳۱۱ روز سن، مسن‌ترین فرد زنده جهان مابین ۱۷ ژوئن ۲۰۱۵ تا ۱۲ مه ۲۰۱۶ و آخرین آمریکایی زنده متولد شده در قرن ۱۹ بود. او از مجلس نمایندگان ایالات متحده آمریکا و از مجلس نمایندگان آلاباما «به خاطر یک عمر دستاورد استثنایی در طول سه سده» تقدیر و تکریم شد.

## زندگی‌نامه
سوزانا مشات در ۶ ژوئیه ۱۸۹۹ در شهرستان لاندس، آلاباما از پدر و مادری به نام‌های کالی و مری مشات به دنیا آمد. او سومین فرزند و بزرگ‌ترین دختر از یازده فرزند خانواده بود. پدر و مادر او کشاورزان آفریقایی-آمریکایی بودند که در زمینی مانند پدربزرگ و مادربزرگش کشاورزی می‌کردند.
او در دوران جوانی مدت در مزارع کار کرد و بعداً گفت که مصمم شده کار متفاوتی پیدا کند. در سال ۱۹۲۲، او از مدرسه رنگین‌پوستان کالهون فارغ‌التحصیل شد، و در فهرست فارغ‌التحصیلی مدرسه، از او را بابت مطالعه «موسیقی سیاهپوست در فرانسه» قدردانش شده است. پس از فارغ‌التحصیلی، او می‌خواست معلم شود و در دورهٔ تربیت معلم دانشگاه تاسکگی پذیرفته شد. والدین او توانایی پرداخت شهریه را نداشتند، بنابراین در سال ۱۹۲۳ او در مراحل اولیه رنسانس هارلم به نیویورک نقل مکان کرد.
در سال ۱۹۲۸، او با هنری جونز ازدواج کرد اما در سال ۱۹۳۳ از او طلاق گرفت و در سال ۲۰۱۱ گفت که «نمی‌دانست چه بر سر او آمده است» و فرزندی نداشت. او برای خانواده‌های ثروتمند کار می‌کرد و بابت مراقبت از فرزندانشان ۷ دلار در هفته دریافا می‌کرد، و در این مدت از بسیاری از اقوام خود جهت نقل مکان به نیویورک حمایت مالی می‌کرد. او همچنین مقداری از حقوق خود را برای تأسیس باشگاه کالهون، که یک صندوق کمک هزینه تحصیلی برای دانش آموزان آفریقایی-آمریکایی در دبیرستان محل تحصیلش بود، استفاده کرد. او تقریباً ۳۰ سال در محله خود فعال بود و در «تیم گشت مستأجر» شرکت می‌کرد.
در سال ۱۹۶۵، او بازنشسته شد و با خواهرزاده‌اش لاویلا واتسون زندگی کرد و به مراقبت از پسر بچه او کمک کرد. در زمان مرگ او در مرکز سالمندان واندالیا در محلهٔ ایست نیویورک، (از محله‌های بروکلین) ساکن بود و بیش از ۱۰۰ خواهرزاده و برادرزاده داشت.

## سلامتی، رژیم غذایی و سبک زندگی
جونز زمانی که ۱۰۰ ساله بود نابینا و تا حدی ناشنوا بود. او به ندرت صحبت می‌کرد و از ویلچر استفاده می‌کرد. او علاوه بر مولتی ویتامین، فقط برای کنترل فشار خون بالا دارو مصرف می‌کرد. او جراحی آب مروارید یا ضربان ساز توصیه شدهٔ پزشکان را رد کرد و هرگز ماموگرافی یا کولونوسکوپی انجام نداد. او سه تا چهار بار در سال برای بررسی سلامتش، با یک پزشک مراقبت‌های اولیه ملاقات می‌کرد.
جونز هرگز سیگار نمی‌کشید یا الکل مصرف نمی‌کرد. او حدود ده ساعت در شب می‌خوابید و در طول روز چرت می‌زد. برای صبحانه، او همیشه چهار نوار بیکن همراه با تخم‌مرغ و بلغور می‌خورد. او همچنین در طول روز هم بیکن می‌خورد.
در سال ۲۰۲۲، محققان به نقل از سوزانا موشات جونز در مطالعه ای نوشتند که او طول عمر زیاد خود را به نگرش مثبتش نسبت به فرایند پیری مرتبط می‌دانست.

## سالهای پایانی و مرگ
جونز پنج سالروز تولد آخرش را در مرکز سالمندان واندالیا در بروکلین جشن گرفت. او در ۱۱۲ سالگی خود نامه‌های ادای احترامی را از سوی مایکل بلومبرگ شهردار نیویورک سیتی و اندرو کوئومو فرماندار نیویورک دریافت کرد. بعد از جشن گفت: «کاش همیشه همین‌طور باشد».
جونز تولد ۱۱۴ سالگی خود را با شش روز تأخیر جشن گرفت. خانواده، دوستان و دادستان منطقه بروکلین، چارلز هاینز، دستاوردهای او را ستودند. در تولد ۱۱۵ سالگی‌اش، خواهرزاده‌اش، لوئیس جاج، به یک شبکهٔ تلویزیونی گفت که جونز «این روزها خیلی زود خسته می‌شود، اما امروز روز خوبی بوده است.» جونز در جشن صحبت نکرد. یکی از خواهرزاده‌های نسل دومش، نوزادی به نام سوزانا نیز در این مراسم حضور داشت.
پس از مرگ جرالین تالی در ۱۷ ژوئن ۲۰۱۵، جونز پیرترین فرد زنده جهان شد و یکی از دو فرد باقیماندهٔ تأیید شده از دهه ۱۸۰۰ (همراه با زن ایتالیایی اما مورانو) بود. در ۳ ژوئیه ۲۰۱۵، سه روز قبل از تولد ۱۱۶ سالگی او، گواهینامه ای از رکوردهای جهانی گینس به او اهدا شد که تأیید می‌کرد او مسن‌ترین فرد زنده جهان است.
جونز در غروب ۱۲ مه ۲۰۱۶ در ۱۱۶ سال و ۳۱۱ روزگی در خواب درگذشت. پس از مرگ او، اما مورانو پیرترین فرد زنده جهان و همچنین آخرین فرد زنده ای شد که در دهه ۱۸۰۰ به دنیا آمد.